# Hugo Houle
Hugo Houle (Sainte Perpetue, Quebec, 27 de septiembre de 1990) es un ciclista profesional canadiense. Desde 2022 compite para el equipo israelí Israel-Premier Tech.

## Biografía
Nació en Sainte Perpetue, al noreste de Quebec y comenzó compitiendo en triatlón a los 9 años, disciplina que dejó a los 14 cuando se centró solo en el ciclismo
Luego de competir por el Garneau-Club Chaussures, debutó como profesional en 2011 en el SpiderTech powered by C10. Ese año fue doble campeón canadiense sub-23, en ruta y en contrarreloj y fue 5.º en ambas modalidades en elite.
En 2012 tuvo una destacada actuación en el Tour de Beauce, donde finalizó 2.º, siendo 3.º en la contrarreloj y 4.º en la etapa reina. 
Confirmó sus condiciones de contrarrelojista en el campeonato de Canadá donde finalizó 3.º, solo superado por Svein Tuft y Christian Meier. 
En septiembre obtuvo la 4.ª posición en la carrera en ruta del campeonato mundial de ciclismo en Valkenburg en categoría sub-23. En noviembre se confirmó que Houle pasaba al ciclismo de primer nivel al fichar por el equipo francés Ag2r La Mondiale.

## Palmarés
2012
- 3.º en el Campeonato de Canadá Contrarreloj

2014
- 2.º en el Campeonato de Canadá Contrarreloj

2015
- Campeonato de Canadá Contrarreloj
- Campeonato Contrarreloj de los Juegos Panamericanos

2021
- Campeonato de Canadá Contrarreloj

2022
- 1 etapa del Tour de Francia

2025
- 2.º en el Campeonato de Canadá en Ruta

## Resultados en Grandes Vueltas y Campeonatos del Mundo
| Carrera              | Carrera              | 2011 | 2012 | 2013 | 2014 | 2015  | 2016 | 2017  | 2018 | 2019 | 2020 | 2021 | 2022 | 2023 | 2024 | 2025 |
| -------------------- | -------------------- | ---- | ---- | ---- | ---- | ----- | ---- | ----- | ---- | ---- | ---- | ---- | ---- | ---- | ---- | ---- |
|                      | Giro de Italia       | —    | —    | —    | —    | 113.º | 72.º | —     | —    | —    | —    | —    | —    | —    | —    | 62.º |
|                      | Tour de Francia      | —    | —    | —    | —    | —     | —    | —     | —    | 91.º | 47.º | 66.º | 23.º | 38.º | 50.º | —    |
|                      | Vuelta a España      | —    | —    | —    | —    | —     | —    | 115.º | —    | —    | —    | —    | —    | —    | —    | —    |
| Mundial en Ruta      | Mundial en Ruta      | —    | —    | —    | —    | Ab.   | Ab.  | 81.º  | Ab.  | Ab.  | 61.º | Ab.  | —    | Ab.  | —    | —    |
| Mundial Contrarreloj | Mundial Contrarreloj | —    | —    | —    | —    | 25.º  | 29.º | 29.º  | 32.º | 27.º | —    | 20.º | —    | —    | —    | —    |

—: no participa

Ab.: abandono

## Equipos
- SpiderTech powered by C10 (2011-2012)
- Ag2r La Mondiale (2013-2017)
- Astana (2018-2021)
  - Astana Pro Team (2018-2020)
  - Astana-Premier Tech (2021)
- Israel-Premier Tech (2022-)